# Ignatius Ayau Kaigama
Ignatius Ayau Kaigama (Kona, 31 luglio 1958) è un arcivescovo cattolico nigeriano, dal 9 novembre 2019 arcivescovo metropolita di Abuja.

## Biografia
Ignatius Ayau Kaigama è nato a Kona il 31 luglio 1958.

### Formazione e ministero sacerdotale
Ha studiato teologia presso il seminario maggiore "Sant'Agostino" a Jos.
Il 6 giugno 1981 è stato ordinato presbitero per la diocesi di Yola. Nel 1991 ha conseguito il dottorato in teologia spirituale presso la Pontificia Università Gregoriana a Roma.

### Ministero episcopale
Il 3 febbraio 1995 papa Giovanni Paolo II lo ha nominato primo vescovo della nuova diocesi di Jalingo. Ha ricevuto l'ordinazione episcopale il 23 aprile successivo dal vescovo di Yola Patrick Francis Sheehan, co-consacranti il vescovo di Orlu Gregory Obinna Ochiagha e quello di Makurdi Athanasius Atule Usuh.
Il 14 aprile 2000 lo stesso papa Giovanni Paolo II lo ha nominato arcivescovo metropolita di Jos.
È stato presidente del Comitato interreligioso per la pace dello stato federale di Pletau. Insieme al defunto emiro di Wase, Alhaji Haruna Abdullahi, è stato coinvolto nella promozione della comprensione reciproca tra cristiani e musulmani.
Dopo le rivolte di Jos del gennaio 2010, ha calmato la situazione e chiarito il conflitto sulla stampa internazionale.
Il 25 luglio 2012 papa Benedetto XVI lo ha nominato membro del Pontificio consiglio per la promozione della nuova evangelizzazione.
Nel 2014 la Conferenza dei vescovi cattolici della Nigeria ha sostenuto la legislazione che rendeva la partecipazione a un matrimonio omosessuale un crimine punibile con la reclusione di 14 anni. Ha definito la mossa come un "atto coraggioso" e un "passo nella giusta direzione". Kaigama ha sostenuto che l'azione era "in linea con i valori etici e morali delle culture nigeriane e africane" e ha benedetto il presidente Goodluck Jonathan per non essersi piegato alla pressione internazionale: "Per proteggere te e la tua amministrazione dalla cospirazione del mondo sviluppato che vuole rendere il nostro paese e il nostro continente una discarica per la promozione di pratiche immorali".
Kaigama ha condannato i programmi di aiuti esteri che pongono un'enfasi sproporzionata sulla contraccezione. Nel 2014, ha dichiarato: "In primo luogo, i bambini muoiono a causa della mortalità infantile, per le guerre inter-tribali e per le malattie, ma tuttavia vengono a dirci: diminuisci la tua popolazione e ti daremo un aiuto economico. Vogliamo cibo, vogliamo educazione, vogliamo buone strade, assistenza sanitaria. Ci vengono date le cose sbagliate e ci viene chiesto di accettare, semplicemente perché siamo poveri".
Nel febbraio del 2009 e nell'aprile del 2018 ha compiuto la visita ad limina.
Dall'aprile 2012 al 22 febbraio 2018 è stato presidente della Conferenza dei vescovi cattolici della Nigeria.
Dal febbraio del 2016 al 5 maggio 2022 è stato presidente della Conferenza episcopale regionale dell'Africa occidentale.
L'11 marzo 2019 papa Francesco lo ha nominato arcivescovo coadiutore di Abuja. Il 9 novembre 2019 è succeduto alla medesima sede.

## Genealogia episcopale e successione apostolica
La genealogia episcopale è:
- Cardinale Scipione Rebiba
- Cardinale Giulio Antonio Santori
- Cardinale Girolamo Bernerio, O.P.
- Arcivescovo Galeazzo Sanvitale
- Cardinale Ludovico Ludovisi
- Cardinale Luigi Caetani
- Cardinale Ulderico Carpegna
- Cardinale Paluzzo Paluzzi Altieri degli Albertoni
- Papa Benedetto XIII
- Papa Benedetto XIV
- Papa Clemente XIII
- Cardinale Marcantonio Colonna
- Cardinale Giacinto Sigismondo Gerdil, B.
- Cardinale Giulio Maria della Somaglia
- Cardinale Carlo Odescalchi, S.I.
- Cardinale Costantino Patrizi Naro
- Cardinale Lucido Maria Parocchi
- Papa Pio X
- Papa Benedetto XV
- Papa Pio XII
- Cardinale Eugène Tisserant
- Papa Paolo VI
- Arcivescovo Amelio Poggi
- Vescovo Patrick Francis Sheehan, O.S.A.
- Arcivescovo Ignatius Ayau Kaigama

La successione apostolica è:
- Vescovo Charles Michael Hammawa (2008)
- Vescovo Oliver Dashe Doeme (2009)
- Vescovo Philip Davou Dung (2017)
- Vescovo Hilary Nanman Dachelem, C.M.F. (2017)

## Premi e riconoscimenti
Premio  Archivio Disarmo "Colombe d'Oro per la Pace" 2012